# Pidonia bivittata
Pidonia bivittata là một loài bọ cánh cứng trong họ Cerambycidae.